# Бикова Гребля
Би́кова Гре́бля (кол. Слобода) — село в Україні, в Маловільшанській сільській громаді Білоцерківського району Київської області. Населення становить 560 осіб.

## Історія
На території сучасного села було знайдено триметровий бивень мамонта та кам'яну сокиру, які зберігаються у шкільному музеї.
За однією з легенд, село заснував козак на прізвисько Бик. Він побудував хутір, над місцевим струмком зробив греблю, зробив великий ставок. Цей ставок існував до 1957 року.
Інша легенда свідчить про те, що люди біля греблі напували худобу, в тому числі і биків. Пізніше побудували млин. Таким чином біля ставка і млину утворилося село. Ці символи - голова бика на зеленому тлі, відгороджена від синього плеса води греблею, стали емблемою села. 
З 1775 р. по 1917 р. село входило до Білоцерківського староства і належало графам Браницьким. Визначним фактом є те, що саме у Биковій Греблі та Черкасі розпочався у 1855 р. масовий селянський визвольний рух проти кріпацтва, що має назву "Київська козаччина". Причиною до таких подій стали чутки, що запис в ополчення, тобто в козаки, звільнить селян від ярма кріпацтва і надасть змогу отримати землю. 
У 80-х роках ХІХ століття у Биковій Греблі відкрили першу церковнопарафіяльну школу. Розміщувалась вона у сільській хаті. 
Биковогребельці брали участь у обох революціях 1917 р. Видатною постаттю тих років є командир 392-го Таращанського полку П.С. Кабула. 

## Населення

### Мова
Розподіл населення за рідною мовою за даними перепису 2001 року:
| Мова       | Кількість | Відсоток |
| ---------- | --------- | -------- |
| українська | 537       | 100%     |

## Джерело
- Бикова Гребля - Інформаційно-пізнавальний портал | Київська область у складі УРСР [Архівовано 5 квітня 2013 у Wayback Machine.] (На основі матеріалів енциклопедичного видання про історію міст та сіл України, тома - Історія міст і сіл Української РСР: Київ. — К.: Гол. ред. УРЕ АН УРСР, 1968., Історія міст і сіл Української РСР. Київська область / Ф. М. Рудич (голова ред. колегії) та ін. — К.: Гол. ред. УРЕ, 1971. — 792 с.)
- Облікова картка на сайті ВРУ[недоступне посилання з червня 2019]
- Гай, Анатолій (2013). Білоцерківщино, мій рідний край. Буква. с. 366—369. ISBN 9789667195724.

| Україна | Це незавершена стаття з географії України. Ви можете допомогти проєкту, виправивши або дописавши її. |